# Listrognathus philippinensis
Listrognathus philippinensis är en stekelart som beskrevs av Kamath 1968. Listrognathus philippinensis ingår i släktet Listrognathus och familjen brokparasitsteklar. Inga underarter finns listade i Catalogue of Life.